# Maria Dolors Bassols i Teixidor
Maria Dolors Bassols i Teixidor (Banyoles, 1935- Girona 20 de març de 2012) fou una religiosa i mestra catalana.
Fou monja de la Congregació de Germanes Carmelites de la Caritat-Vedruna. Va ser durant molts anys directora de l'Escola Vedruna de Girona i també presidenta de l'Associació Professional Serveis Educatius de Catalunya. El 2011 va rebre la Creu de Sant Jordi mercè la seva trajectòria no sols en l'educació dels infants, sinó també en la formació dels educadors. Va morir el març de 2012.